# Sericopelma rubronitens
Sericopelma rubronitens is een spinnensoort in de taxonomische indeling van de vogelspinnen (Theraphosidae).
Het dier behoort tot het geslacht Sericopelma. De wetenschappelijke naam van de soort werd voor het eerst geldig gepubliceerd in 1875 door Ausserer.